# Jean-Pierre Rothé
Ne doit pas être confondu avec Edmond Rothé, son père.
Jean-Pierre Rothé, né le 16 novembre 1906 à Nancy et mort le 6 mars 1991 à Montpellier, est un géophysicien et sismologue français, professeur d'université et ancien directeur de l'institut de physique du globe de Strasbourg.
Directeur pendant plus de trente ans du Bureau central international de séismologie (B.C.I.S.) et du Bureau central séismologique français (B.C.S.F.), il est l'un des pionniers des études macrosismiques en France (analyse des effets des séismes destructeurs). Il est en particulier l'un des premiers sismologues à avoir insisté pour que le risque sismique soit pris en compte par les architectes et les administrations dans les grands ouvrages et la construction publique.

## Biographie

### Origines et formation
Né à Nancy le 16 novembre 1906, Jean Pierre Edmond Rothé est le fils d'Edmond Rothé (1873-1942) et de Marguerite Tilly (1880-1970). Sa famille paternelle, protestante et originaire d'Alsace-Lorraine (régions de Bitche et de Strasbourg), a choisi la France en 1871 ; mais elle a probablement de très anciennes racines en Souabe, le « é » final du nom résultant d'une francisation de « Roth » ou de « Rothe » (« le Rouge », ou « le Roux »). En 1906, Edmond Rothé est maître de conférences en physique à la faculté des sciences de Nancy,. Marguerite Tilly, qui descend d'une famille de graveurs sur bois originaire de Toul, a aussi des attaches à Saint-Dié du côté maternel.
Aîné de 3 enfants — son frère Daniel naît quatorze mois plus tard, et sa sœur Violette en 1912, —, le jeune Jean-Pierre commence tout juste ses études dans les « petites classes » du lycée Henri-Poincaré de Nancy lorsqu’en 1915 la ville est bombardée par l'armée allemande. La famille Rothé se réfugie à Paris, où Jean-Pierre fréquente brillamment le lycée Henri-IV.
En 1919, son père — qui s'est pendant la guerre spécialisé en météorologie et en aérologie — obtient un poste de professeur à l'université de Strasbourg, où il prend en charge le service météorologique et la station sismologique, deux héritages de l'Empire allemand, qu'il regroupe pour fonder la même année l'institut de physique du globe de Strasbourg. Jean-Pierre suit le mouvement et termine ses études secondaires au lycée Fustel-de-Coulanges.

### Avec Charcot au Groenland

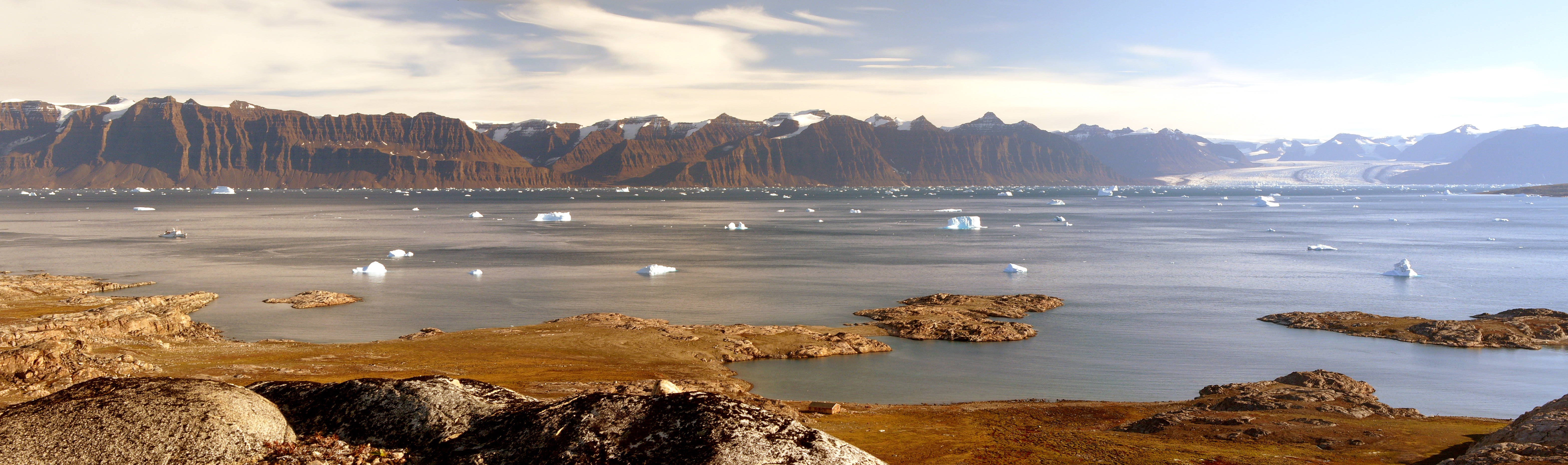
Vue panoramique du détroit de Scoresby (en 2007).

Après des études de physique à Strasbourg, il devient en 1928 assistant à la faculté des sciences de cette même ville. Son père ayant pris la direction du nouvel institut de physique du globe, c'est vers la géophysique, et plus particulièrement le géomagnétisme, que Jean-Pierre Rothé se tourne naturellement. Quatre ans plus tard, lors de la seconde Année polaire internationale (1932-1933), il est retenu pour participer à une expédition française au détroit de Scoresby, sur la côte orientale du Groenland,.
Il embarque à bord du Pourquoi-Pas ? avec le commandant Charcot. Sous la responsabilité du lieutenant de vaisseau Yann Harbert, Rothé fait partie d'une équipe de quinze hommes qui hivernent entre juillet 1932 et août 1933 dans une base scientifique — baptisée « Ker Doumer, » — implantée à Scoresbysund. Il y enregistre le champ magnétique terrestre, étudie les courants telluriques et entreprend des études géologiques. Parmi ses coéquipiers se trouvent Alexandre Dauvillier, qui étudie les aurores boréales, le champ électrique et l'ionisation de l'air ; Paul Tcherniakowsky (le frère du futur réalisateur Pierre Tchernia), biologiste et océanographe ; ou encore le lieutenant de vaisseau Max Douguet, futur amiral, chargé des mesures radioélectriques. La base étant située par 70°30’ de latitude nord, il s'agit là du premier hivernage scientifique français au-delà du cercle polaire arctique.
De retour du Groenland, Rothé soutient à Paris en 1937 une thèse de doctorat ès sciences intitulée Contribution à l'étude des anomalies du champ magnétique terrestre,. Il y analyse et interprète certaines anomalies magnétiques créées par des gisements de roches éruptives ou des accidents géologiques en terrain sédimentaire, et étudie la mystérieuse anomalie magnétique du bassin de Paris, la plus importante de France. Son second sujet de thèse concerne la structure géologique et la morphologie du Groenland près du détroit de Scoresby.

### Réfugié et maquisard
Mais la Seconde Guerre mondiale vient bousculer les projets du jeune docteur. L'institut de physique du globe de Strasbourg se replie en 1939 sur Clermont-Ferrand ; Edmond Rothé meurt prématurément en 1942 ; Jean-Pierre Rothé, à la demande du Comité national français de géodésie et géophysique, devient secrétaire général de l'Association internationale de séismologie et directeur du Bureau central international de séismologie (B.C.I.S.), deux positions occupées par son père. La même année, Rothé épouse à Lézan Marguerite Méjan (1914-1997), issue d'une famille protestante du Gard.
En 1944, il s'engage dans le maquis de Haute-Lozère, puis dans la brigade du Languedoc comme officier de transmission. Il participe aux combats du mont Mouchet et de Chaudes-Aigues.

### Strasbourg, la sismologie globale et les critiques
À la Libération, Rothé est nommé professeur à la faculté des sciences de Strasbourg et directeur de l'institut de physique du globe, une responsabilité qu'il conservera jusqu'en 1968. Initialement spécialisé en géomagnétisme et en géoélectricité, il suit les traces de son père et se consacre désormais essentiellement à la sismologie. Avec Robert Stoneley, qui en est le président, il réorganise en 1951 l'Association internationale de séismologie, qui est rebaptisée Association internationale de séismologie et de physique de l'intérieur de la Terre (AISPIT, ou IASPEI en anglais). Il en devient le secrétaire général.
En 1921 avait été également créé à Strasbourg le Bureau central séismologique français (B.C.S.F.), qui avait repris en charge les enquêtes macrosismiques menées dès 1908 par le service sismologique du Bureau central de météorologie de Paris. Avec le B.C.S.F. sous sa coupe à partir de 1945, Rothé devient l’interlocuteur incontournable pour tout ce qui touche à la sismicité de la France. Après avoir contribué indirectement aux premiers essais atomiques français au Sahara, il conseille Électricité de France lors de la construction des premières centrales nucléaires. Par ses fonctions à l’AISPIT et au B.C.I.S., il est le pair des plus grands sismologues mondiaux. Et, quand l’UNESCO cherche à compléter dans les années soixante le travail sur la sismicité mondiale publié en 1954 par Beno Gutenberg et Charles Francis Richter,, c’est Rothé qui se voit sollicité,.
À partir de 1968, la statue du commandeur se fendille. Certains reprochent à Rothé son  « hégémonie » ; d'autres sa méthodologie parfois opaque en ce qui concerne son évaluation des intensités maximales probables. On le stigmatise pour sa mainmise sur les archives de sismicité historique, et aussi pour le fait que certains séismes destructeurs de la fin du XXe siècle se soient produits dans des zones qu'il considérait comme « asismiques » (cas du séisme de Corrençon-en-Vercors, en 1962, d'intensité maximale VII-VIII), ou pour lesquelles il n'avait prévu qu'une intensité VI (séisme d'Oléron, en 1972, Imax=VII). Pourtant, dès 1967, Rothé lui-même faisait preuve de prudence en ce domaine : il citait notamment le cas du sismologue Montessus de Ballore qui classa la Provence comme asismique en 1906, avant que ne survînt trois ans plus tard le séisme de Lambesc (Imax=IX-X).

### Dernières années
Après avoir fait valoir ses droits à la retraite en 1976, Rothé termine ses jours dans le Languedoc. Celui qui semblait mettre un point d’honneur à ne publier qu’en français, même dans des revues étrangères, s'éteint à Montpellier le 6 mars 1991 à l'âge de 84 ans. Il repose au cimetière communal de Lézan (Gard). Son épouse Marguerite le suit dans la tombe six ans plus tard. Ils avaient eu quatre enfants : Christine Rothé-Lazerges, professeur des universités et femme politique ; Olivier Rothé, magistrat ; Jean-Louis Rothé (1948-2007) ; et Lucile Rothé-Lafont, directrice d'association.

## Œuvre scientifique
Rothé a touché à de nombreuses disciplines des sciences de la Terre. Dans le désordre : géomagnétisme, géoélectricité, météorologie, sismologie, volcanologie, radiogéologie, hydrologie, ou même encore océanographie ou géologie. Mais c'est en sismologie qu'il a laissé sa trace la plus importante. Quelques points émaillaient plus particulièrement les cours qu'il professait à l'institut de physique du globe de Strasbourg.

### Sismicité historique
À peine rentré du Groenland et sans même attendre la soutenance de sa thèse, Rothé se prend de passion pour la sismicité de la France. En 1936, sa première contribution en ce domaine (« Les tremblements de terre en France en 1934 ») le confronte à l'essaim de séismes destructeur qui a secoué le Tricastin (Drôme) entre 1933 et 1936.
S'appuyant sur les catalogues de sismicité historique qu’Alexis Perrey a commencé à constituer au XIXe siècle, et sur les résultats plus récents fournis par les enquêtes macrosismiques, Rothé s'attaque aux Alpes, qui sont avec les Pyrénées l'une des zones les plus sismiques de France. Son catalogue régional lui permet de dessiner en 1941 une carte de sismicité historique des Alpes occidentales, où il observe une répartition préférentielle de la sismicité le long de deux arcs (« arc briançonnais » et « arc piémontais »). À près d'un siècle de distance, son analyse reste étonnamment correcte.
Pendant près de quarante ans, Rothé répertorie inlassablement les séismes ressentis chaque année en France, et dresse pour les plus importants des cartes d'« isoséistes », courbes qui relient entre eux les lieux où la même intensité sismique a été observée. Les localisations des épicentres sur « calculateurs électroniques », difficiles à réaliser juste après guerre, resteront longtemps imprécises, tant les stations sismologiques sont rares à l'époque ; jusque dans les années soixante-dix, Rothé préfèrera bien souvent conserver les épicentres macrosismiques issus de ses cartes.

### Le «modèle d'Haslach»
En 1948, Rothé est l'instigateur de l'utilisation de deux explosions, dont l'une de 73 tonnes de T.N.T., qui doivent avoir lieu à Haslach (Bade-Wurtemberg) — alors en zone d'occupation française en Allemagne — pour y détruire une énorme carrière souterraine en se débarrassant du même coup d’un stock d’explosifs encombrant. Il mobilise ses collègues allemands et suisses pour réaliser un profil de sismique réfraction de la Forêt-Noire aux Alpes, les explosions étant enregistrées jusqu'à près de 400 km de distance par des stations sismologiques permanentes ou temporaires. De cette expérience résulte un modèle tabulaire de croûte à trois couches de vitesse sismique constante, surmontant un manteau supérieur situé à 30 km de profondeur. Trois quarts de siècle plus tard — et malgré des investigations plus récentes amenées par exemple par le programme ÉCORS —, le « modèle d'Haslach »  est toujours utilisé par les sismologues pour localiser les séismes régionaux du fossé rhénan.
Cette coopération transfrontalière de 1948 constitue l'une des premières expériences européennes de « sismologie expérimentale ». Elle sera renouvelée et amplifiée lors de l'Année géophysique internationale (1957-1958), avec une investigation de la structure profonde des Alpes au moyen de grandes explosions, à laquelle participera Rothé.

### Tectonique des plaques avant l'heure
Bien avant que la tectonique des plaques ne soit pleinement acceptée, et grâce aux données sismologiques mondiales qu'il collecte, Rothé remarque dès 1954 que les épicentres des séismes se produisant au milieu de certains océans — comme par exemple l'océan Atlantique et le sud-ouest de l'océan Indien — coïncident avec l'axe central des dorsales médio-océaniques,. Le même article insiste sur la continuité existant entre les deux dorsales sud-atlantique et sud-ouest-indienne qui ne forment pour Rothé qu'un seul et même système. Un ouvrage d'histoire des sciences consacré à la tectonique des plaques conteste cependant la paternité de Rothé en ce qui concerne la localisation des séismes sur l'axe de la dorsale médio-atlantique : Nicholas Hunter Heck, un sismologue américain de l'U.S. Coast and Geodetic Survey, aurait fait la même remarque en 1938.
Cette même année 1954, Rothé localise dans le sud de l'Espagne un séisme « profond » (foyer entre 500 et 600 km de profondeur). C'est la première fois qu'une telle profondeur focale est observée en dehors de la ceinture péri-pacifique, où la tectonique des plaques expliquera plus tard le phénomène par des mécanismes de subduction. Rothé ne peut que constater la chose, mais sans pouvoir fournir d'explication autre que l'analogie entre la courbure de l'arc de Gibraltar (formé par les cordillères Bétiques espagnoles et le Rif marocain), et celle des arcs Apennins-Sicile ou des Carpathes, où des séismes de profondeur dite « intermédiaire » (de l'ordre de 300 km) sont également observés.

### Orléansville, Agadir et les premières règles parasismiques
Toujours cette même année 1954, survient à Orléansville (Algérie) un séisme de magnitude 6,8 qui fait 1 250 morts et détruit les deux tiers des habitations de cette ville de 40 000 habitants. Rothé entreprend alors d'en étudier les caractéristiques et de cartographier la sismicité de l’Algérie par son habituelle approche macrosismique. La carte qu'il obtient est utilisée pour édicter, pour la première fois dans un territoire français, des recommandations antisismiques dites « AS 55 » pour la construction des bâtiments.
Ce travail à peine terminé, c'est cette fois Agadir (Maroc) qui est frappée en 1960 par un séisme de magnitude pourtant modérée (5,7) qui fait cependant plus de 12 000 morts (plus du tiers de la population). Rothé montre que la ville, aux bâtiments de construction médiocre, était située sur une faille mal identifiée bien que très proche de la surface, mettant ainsi l'accent sur le problème des séismes à foyer très superficiel.
Les sismologues et la puissance publique s'affolent : et si pareille chose se produisait en France ? Une carte de risque sismique est établie en toute hâte par Rothé pour le territoire métropolitain ; elle sert de base à l'édiction des toutes premières règles parasismiques en usage en France (règles « PS 62 »). Celles-ci ne sont qu'une ébauche des règles « PS 69 » qui, à partir de 1969, régiront la construction des bâtiments de métropole jusqu'en 1992.

### Sismicité induite

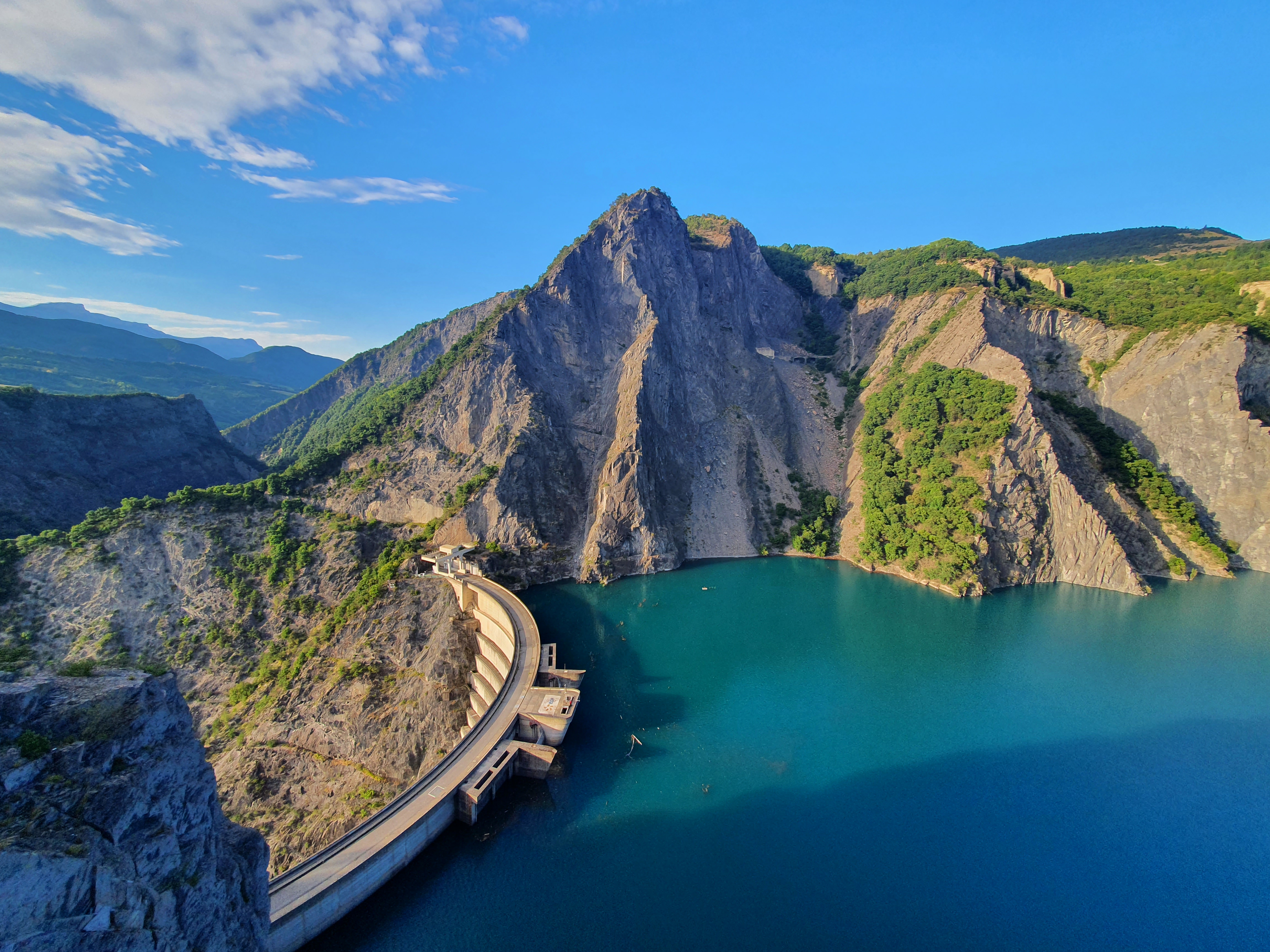
Le barrage-voûte de Monteynard, en Isère.

Dans les années soixante se multiplient les exemples de séismes provoqués par l'activité humaine, en particulier lors de la construction de barrages et de l'injection de fluides sous pression dans des puits. Rothé s'intéresse plus particulièrement aux lacs de barrage, tels que ceux de Kariba, sur le Zambèze (alors en Fédération de Rhodésie et du Nyassaland), ou de Koyna (dans le Maharashtra, en Inde), où une activité sismique anormale a suivi la mise en eau. Dans ces deux cas, des séismes dépassant la magnitude 6 avaient été observés. Il établit qu'une telle activité sismique induite est presque inéluctable lorsque la profondeur du lac dépasse 100 m, la hauteur de la colonne d'eau jouant un rôle plus important que le volume total du réservoir. Rothé en est venu à étudier ces phénomènes à la suite de la mise en eau dans les Alpes du barrage de Monteynard, de 135 m de haut, sous lequel se sont produits en 1963 plusieurs séismes — dont un de magnitude 4,6.
Ces travaux pionniers de Rothé se perpétueront par la surveillance sismique des autres grands barrages français et du site de Lacq, où l'extraction du gaz puis les injections de fluides en fin d'exploitation généreront à partir des années soixante-dix une sismicité induite non négligeable.

## Distinctions et hommages
- Chevalier de la Légion d'honneur (décret du 30 décembre 1965)[34]
- Médaille de la jeunesse, des sports et de l'engagement associatif, bronze[note 17]

Un amphithéâtre de l'institut de physique du globe de Strasbourg porte le nom conjoint d'Edmond et de Jean-Pierre Rothé.

## Sélection d'articles
- « Les tremblements de terre en France en 1934 », Annuaire de l'institut de physique du globe 1934, 2e partie : Séismologie,‎ 1936, p. 88-110 (lire en ligne [PDF]).
- « Les séismes des Alpes française en 1938 et la séismicité des Alpes occidentales », Annales de l'institut de physique du globe, nouvelle série, t. III (3e partie : Géophysique),‎ 1941, p. 1-105.
- (avec Élie Peterschmitt), « Étude séismique des explosions d'Haslach », Annales de l'institut de physique du globe, nouvelle série, t. V (3e partie : Géophysique),‎ 1950, p. 13-38 (lire en ligne [PDF]).
- « La structure de l'Atlantique », Annali di Geofisica, vol. IV, no 1,‎ 1951, p. 27-41 (lire en ligne).
- « La zone séismique médiane indo-atlantique », Proceedings of the Royal Society of London, series A: Mathematical and Physical Sciences, vol. 222, no 1150,‎ 1954, p. 387-397 (lire en ligne).
- (avec Jean Mary et Élie Peterschmitt), « Le séisme « profond » du 29 mars 1954 en Espagne », C. R. Acad. Sci. Paris, t. 238,‎ 1954, p. 1530-1531 (lire en ligne).
- « Le tremblement de terre d'Orléansville et la séismicité de l'Algérie », La Nature, no 3237,‎ 1955, p. 1-9 (lire en ligne).
- « Le séisme d'Agadir et la séismicité du Maroc », Notes et Mémoires du Service géologique du Maroc, no 154,‎ 1962, p. 7-29.
- « Cartes de séismicité de la France », Annales de l’institut de physique du globe, t. VIII (3e partie : Géophysique),‎ 1967, p. 1-10 (lire en ligne [PDF]).
- « Séismes artificiels », Tectonophysics, vol. 9, nos 2-3,‎ mars 1970, p. 215-238 (lire en ligne ).
- (en) « Fifty years of history of the International Association of Seismology (1901-1951) », Bull. Seismol. Soc. Am., vol. 71, no 3,‎ juin 1981, p. 905-923 (lire en ligne ).

## Principaux ouvrages
- Contribution à l'étude des anomalies du champ magnétique terrestre (Thèse de doctorat ès sciences), Paris, Presses universitaires de France, 1937, II-115 p.
- Séismes et volcans, Paris, Presses universitaires de France, coll. « Que sais-je ? » (no 217), 1946 (réimpr. 1948, 1958, 1962, 1968, 1972, 1984 et 1992), 136 p. (lire en ligne).
- (avec Edmond Rothé), Prospection géophysique, vol. 1 : Méthodes séismiques et ionométriques, Paris, Gauthier-Villars, 1950, VIII-439 p.
- (avec Edmond Rothé), Prospection géophysique, vol. 2 : Méthodes gravimétriques, électriques, magnétiques et géothermiques, Paris, Gauthier-Villars, 1952, 715 p.
- « La séismicité de l'Antarctique », dans V. Beloussov et N. V. Shebalin (dir.), Annals of the International Geophysical Year : Seismology, vol. XXX, Oxford, Pergamon Press, 1965, 289 p. (lire en ligne), p. 9-32.
- (en + fr) The Seismicity of the Earth : 1953-1965 : La Séismicité du globe : 1953-1965, Paris, UNESCO, coll. « Earth Sciences / Sciences de la Terre » (no 1), 1969, 336 p. (lire en ligne).
- « Les effets des tremblements de terre », dans Jean Goguel (dir.), Géophysique, Paris, Gallimard, coll. « Encyclopédie de la Pléiade » (no 8), 1971, 1304 p., p. 176-202.